# 21727 Rhines
21727 Rhines este un asteroid din centura principală de asteroizi.

## Descriere
21727 Rhines este un asteroid din centura principală de asteroizi. A fost descoperit pe 9 septembrie 1999 la Socorro, New Mexico, în cadrul proiectului LINEAR. Asteroidul prezintă o orbită caracterizată de o semiaxă mare de 2,33 ua, o excentricitate de 0,18 și o înclinație de 7,3° în raport cu ecliptica.